# 812
Évszázadok: 8. század – 9. század – 10. század
Évtizedek: 760-as évek – 770-es évek – 780-as évek – 790-es évek – 800-as évek – 810-es évek – 820-as évek – 830-as évek – 840-es évek – 850-es évek – 860-as évek
Évek: 807 – 808 – 809 – 810 –  811 – 812 – 813 – 814 – 815 – 816 – 817

## Események

### Európa
- Januárban Sztaurakiosz lemondatott bizánci császár belehal a pliszkai csatában szerzett sebeibe.
- Utóda, I. Mikhaél tárgyalásokat kezd a frankokkal. Elismeri Nagy Károlyt frank császárnak, de a rómaiak császárának (ahogyan III. Leó megkoronázta őt) nem. Velence és Dalmácia a bizánci érdekszférában marad.
- Krum bolgár kán betör Trákiába és elpusztítja Debeltosz városát. Ezután békét ajánl, de Mikhaél császár elutasítja feltételeit. Krum ezután ostrommal elfoglalja Meszembriát.
- Meghal Hemming dán király. Unokatestvérei, Sigfred és Anulo mindketten maguknak követelik a trónt. Összecsapnak és a csatában mindketten elesnek; mivel azonban Anulo pártja nyeri az ütközetet, az ő fivérei, Harald és Reginfrid kerülnek a dánok élére.
- Coenwulf merciai király hercegi rangra fokozza le vazallusát, Sigered essexi királyt.

### Abbászida Kalifátus
- Al-Mamún hadvezére, Táhír ibn Huszajn Huzesztánban legyőzi al-Amín kalifa seregét, majd ostrom alá veszi Bagdadot. Eközben Egyiptom és a Hidzsáz is al-Mamún támogatóinak kezére kerül, Szíria, Örményország és Azerbajdzsán pedig a helyi kiskirályok veszik át a hatalmat.

### Észak-Afrika
- Meghal Ibráhím emír, az Aglabida dinasztia alapítója. Utóda fia, Abdalláh.

### Korea
- Meghal Csong, Palhe királya. Utóda öccse, Hi.

## Születések
- Domnall mac Ailpín, pikt király
- Ven Ting-jün, kínai költő

## Halálozások
- január 11. – Sztaurakiosz, bizánci császár
- Csong, palhei király
- Hemming, dán király
- I. Ibráhím ibn al-Aglab, aglabita emír
- Aquitániai Szent Vilmos, frank főúr

## Fordítás
- Ez a szócikk részben vagy egészben  a(z)   812 című angol Wikipédia-szócikk ezen változatának fordításán alapul.  Az eredeti cikk szerkesztőit annak laptörténete sorolja fel. Ez a jelzés csupán a megfogalmazás eredetét és a szerzői jogokat jelzi, nem szolgál a cikkben szereplő információk forrásmegjelöléseként.